# Adam Szpaderski
Adam Szpaderski (ur. 30 września 1978 w Warszawie) – polski badacz zarządzania, doktor habilitowany, profesor SWPS Uniwersytetu Humanistycznospołecznego w Warszawie, twórca i kierownik Centrum Badań nad Ekonomiką Miejsc Pamięci, współtwórca i dyrektor generalny Towarzystwa Zarządzania Miejscami Pamięci.
W 2006 roku obronił pracę doktorską z zakresu nauk humanistycznych na Uniwersytecie Marii Skłodowskiej-Curie w Lublinie. Stopień naukowy doktora habilitowanego nauk ekonomicznych w zakresie nauk o zarządzaniu zdobył w roku 2014 na Wydziale Zarządzania Uniwersytetu Łódzkiego.
W obszarze jego pracy znajdowały się głównie zagadnienia związane z istotą i naturą przywództwa i zarządzania. Stworzył prakseologiczną koncepcję zarządzania w oparciu o kategorie wzajemności, źródeł władzy i funkcji kierowniczych, a także zajmował się integracją nauk o zarządzaniu. Od 2017 roku w ramach SWPS Uniwersytetu Humanistycznospołecznego pracuje nad kwestią zarządzania miejscami pamięci, głównie związanymi z niemieckimi nazistowskimi obozami z czasów II wojny światowej. Tworzy dla tego obszaru doktrynę ekonomiki miejsc pamięci, będąca zestawem empirycznie i analitycznie ugruntowanych najlepszych praktyk, korelacji, zależności, mierników i parametrów efektywności w zakresie ekonomicznych, finansowych i zarządczych aspektów organizowania, upamiętniania, działalności edukacyjnej, zachowania i prowadzenia miejsc pamięci przez muzea i inne osoby prawne. Redaktor naczelny Journal of Leadership and Management, prezes Instytutu Zarządzania i Przywództwa, członek licznych towarzystw naukowych, m.in. Towarzystwa Naukowego Prakseologii, Towarzystwa Naukowego Organizacji i Kierownictwa oraz Polskiego Towarzystwa Ekonomicznego.
W 2020 roku został Głównym Konsultantem ds. Strategii i Zarządzania Edukacją w Państwowym Muzeum Auschwitz-Birkenau.
W 2023 roku został odznaczony Medalem Opiekuna Miejsc Pamięci Narodowej, a w 2025 Odznaką honorową "Zasłużony dla Kultury Polskiej.

## Ważniejsze publikacje
- Krytyczne, anglojęzyczne tłumaczenie pracy T. Kotarbińskiego: The ABC of Practicality, [w:] Praxiology. The International Annual of Practical Philosophy and Methodology: Praxiology and Pragmatism, vol. 10, New Brunswick - London 2002.
- The Importance of Tadeusz Kotarbiński’s Metapraxiology for Management Theory, “Dialogue and Universalism”, 2007, vol. XVII, no 1-2.
- Podstawy prakseologicznej teorii zarządzania, „Master of Business Administration”, 2008, nr 3 (92).
- Koncepcja paradygmatu i jej znaczenie dla nauk o zarządzaniu, „Organizacja i Kierowanie”, 2009, nr 4 (138).
- Prakseologiczna teoria zarządzania, [w:] Koncepcje i metody zarządzania. Teoria i praktyka, Warszawa 2010.
- Prakseologia a nauki o zarządzaniu, [w:] Współczesne przedsiębiorstwo. Teoria i praktyka, Warszawa 2012.
- Dezintegracja nauk o zarządzaniu: problemy metodologiczne, „Zeszyty Naukowe AON”, 2012, nr 2 (87).
- Prakseologia a nauki o zarządzaniu. Studium metodologiczne, Warszawa 2013.
- Efektywność organizacji publicznych, [w:] Zarządzanie organizacjami publicznymi. Wybrane problemy, Warszawa 2014.
- A. Szpaderski, Ch. P. Neck (eds.), Leadership and Management: Emerging, Contemporary and Unorthodox Perspectives, HPL Publications, Inc., Douglassville 2016. Nagroda za wybitną monografię Freedom Focused - The Center for Self-Action Leadership: Chairman’s Award of Freedom, USA, 2016.
- Decoding Strategy of the Auschwitz-Birkenau Foundation: A Research Agenda, [w:] A. Szpaderski, Ch. P. Neck (eds.), Leadership and Management: Emerging, Contemporary and Unorthodox Perspectives, HPL Publications, Inc., Douglassville 2016; A. Szpaderski, Ch. P. Neck, Introduction, [w:] A. Szpaderski, Ch. P. Neck (eds.), Leadership and Management: Emerging, Contemporary and Unorthodox Perspectives, HPL Publications, Inc., Douglassville 2016.
- A. Szpaderski, M. Chrząścik (red.), Nowe trendy w zarządzaniu organizacjami: współczesne dźwignie rozwoju regionalnego, WUP-H, Siedlce 2017; A. Szpaderski, M. Chrząścik, Wstęp, [w:] A. Szpaderski, M. Chrząścik (red.), Nowe trendy w zarządzaniu organizacjami: współczesne dźwignie rozwoju regionalnego, WUP-H, Siedlce 2017.
- A. Szpaderski, M. J. Urick (eds.), Management and Welfare: Applications and Theories of Leadership for the Economy, State, and Healthcare, HPL Publications, Inc., Douglassville 2018; A. Szpaderski, M. J. Urick, Introduction: Applying Leadership Theories from the Social Sciences to New Contexts, [w:] A. Szpaderski, M. J. Urick (eds.), Management and Welfare: Applications and Theories of Leadership for the Economy, State, and Healthcare, HPL Publications, Inc., Douglassville 2018.
- P. Cywiński, A. Szpaderski, Economics of Memorial Sites: The Idea and the Program, [w:] A. Szpaderski, M. J. Urick (eds.), Management and Welfare: Applications and Theories of Leadership for the Economy, State, and Healthcare, HPL Publications, Inc., Douglassville 2018.
- A. Szpaderski, M. J. Urick (eds.), Diversity and Performance: Multidisciplinary and Nontraditional Styles of Leadership and Management in Action, HPL Publications, Inc., Douglassville 2018; A. Szpaderski, M. J. Urick, Introduction: The Challenge of Studying Leadership, [w:] A. Szpaderski, M. J. Urick (eds.), Diversity and Performance: Multidisciplinary and Nontraditional Styles of Leadership and Management in Action, HPL Publications, Inc., Douglassville 2018.
- P. Cywiński, A. Szpaderski, The Strategic Diagnosis of Museums and Memorial Sites of the Former Nazi German Concentration and Extermination Camps: Data Collection and Assessment Tool, [w:] A. Szpaderski, M. J. Urick (eds.), Diversity and Performance: Multidisciplinary and Nontraditional Styles of Leadership and Management in Action, HPL Publications, Inc., Douglassville 2018.
- A. Szpaderski, M. J. Urick (eds.), Essential Principles for Managers: Innovative Approaches to Examining Foundational Theories of Management and Leadership, HPL Publications, Inc., Douglassville 2018; A. Szpaderski, M. J. Urick, Introduction: The Importance of Leadership Theory, [w:] A. Szpaderski, M. J. Urick (eds.), Essential Principles for Managers: Innovative Approaches to Examining Foundational Theories of Management and Leadership, HPL Publications, Inc., Douglassville 2018.
- P. Cywiński, A. Szpaderski, Analytical Framework for Identifying Key External Factors Determining the Achievement of Strategic Goals of Museums and Memorial Sites of the Former Nazi German Concentration and Extermination Camps, [w:] A. Szpaderski, M. J. Urick (eds.), Essential Principles for Managers: Innovative Approaches to Examining Foundational Theories of Management and Leadership, HPL Publications, Inc., Douglassville 2018.
- P. Cywiński, A. Szpaderski, Ekonomika miejsc pamięci. Idea i program, „Stutthof. Zeszyty Muzeum” 2019, nr 7 (17).
- P. Cywiński, W. Karczewski, Ch. P. Neck, A. Szpaderski, K. B. Wojtkiewicz, International Leadership and Management. Emerging, Contemporary, and Unorthodox Perspectives, SWPS University, Warszawa 2022, ISBN 978-83-6244-383-3.
- Model zarządzania siecią miejsc pamięci, Uniwersytet SWPS, Warszawa 2024. ISBN 978-83-62443-95-6.